# АСК ТП компресорного цеху
АСК ТП компресорного цеху (АСК ТП КЦ), (рос. АСУ ТП компрессорного цеха (АСУ ТП КЦ); англ. compressor department PMACS; нім. ASSTG der Kompressorabteilunq (ASSTG KA)) — у газовій промисловості — автоматизована система керування, що забезпечує керування та контроль за ходом технологічного процесу в рамках цеху, за роботою його основного та допоміжного обладнання (за допомогою локальних САК), керування кранами компресорного цеху та їх автоматичне переключення в аварійних ситуаціях (за допомогою САК кранами), регулювання режиму роботи цеху (за допомогою САР КЦ), захист об'єктів та сповіщення персоналу цеху про пожежу, загазованість або інші перед- та аварійні ситуації (за допомогою відповідних систем); працює під керуванням та за завданням АСКТП КС.